# I-1 (航空機)

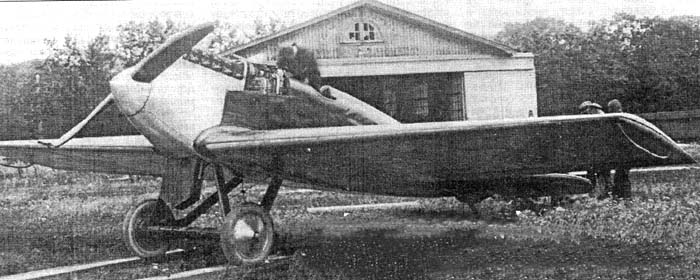
Polikarpov I-1

ポリカルポフ I-1（Polikarpov I-1、原型機は IL-400および IL-400b）はソビエト連邦、最初の単葉戦闘機である。
I-1 （I = Istrebitel、戦闘機）は単座の片持ち単葉戦闘機で構造は木金混合構造であったが、ほとんどが木製で、アルミ合金は尾翼と主翼前部などに用いられただけであった。1923年に最初の試作機IL-400が初飛行した。400馬力のリバティエンジンが搭載された。初飛行で破損したため、尾翼と主翼が改設計されてIL-400bが製作された。IL-400bの試験後、細部の設計が改められてI1-M5として33機の量産モデルが発注された。呼称は後にI-1となった。
I-1はスピンに入りやすい傾向があり、部隊で運用されることはなかった。1927年6月、操縦不能になったI-1からパイロットが脱出したのが、ソビエトのパイロットがパラシュートで脱出した最初の記録となった。生産は18機で中止された。

## 要目
- 乗員：1名
- 全長：8.20 m[1]
- 全幅：10.80 m[1]
- 全高：1.60 m
- 翼面積：20.0 m²
- 空虚重量：1,112 kg
- 全備重量：1,530 kg
- エンジン：1 × 12気筒V型エンジン M-5、294 kW (400 hp)
- 最大速度：264 km/h[1]
- 巡航速度：約100 km/h
- 巡航高度：6,750 m
- 武装：7.62mm機関銃1丁[1]